# (3526) Jeffbell
(3526) Jeffbell (1984 CN) – planetoida z pasa głównego asteroid okrążająca Słońce w ciągu 4,67 lat w średniej odległości 2,79 j.a. Odkrył ją Edward Bowell 5 lutego 1984 roku.